# Special Escort Group (Metropolitan Police)

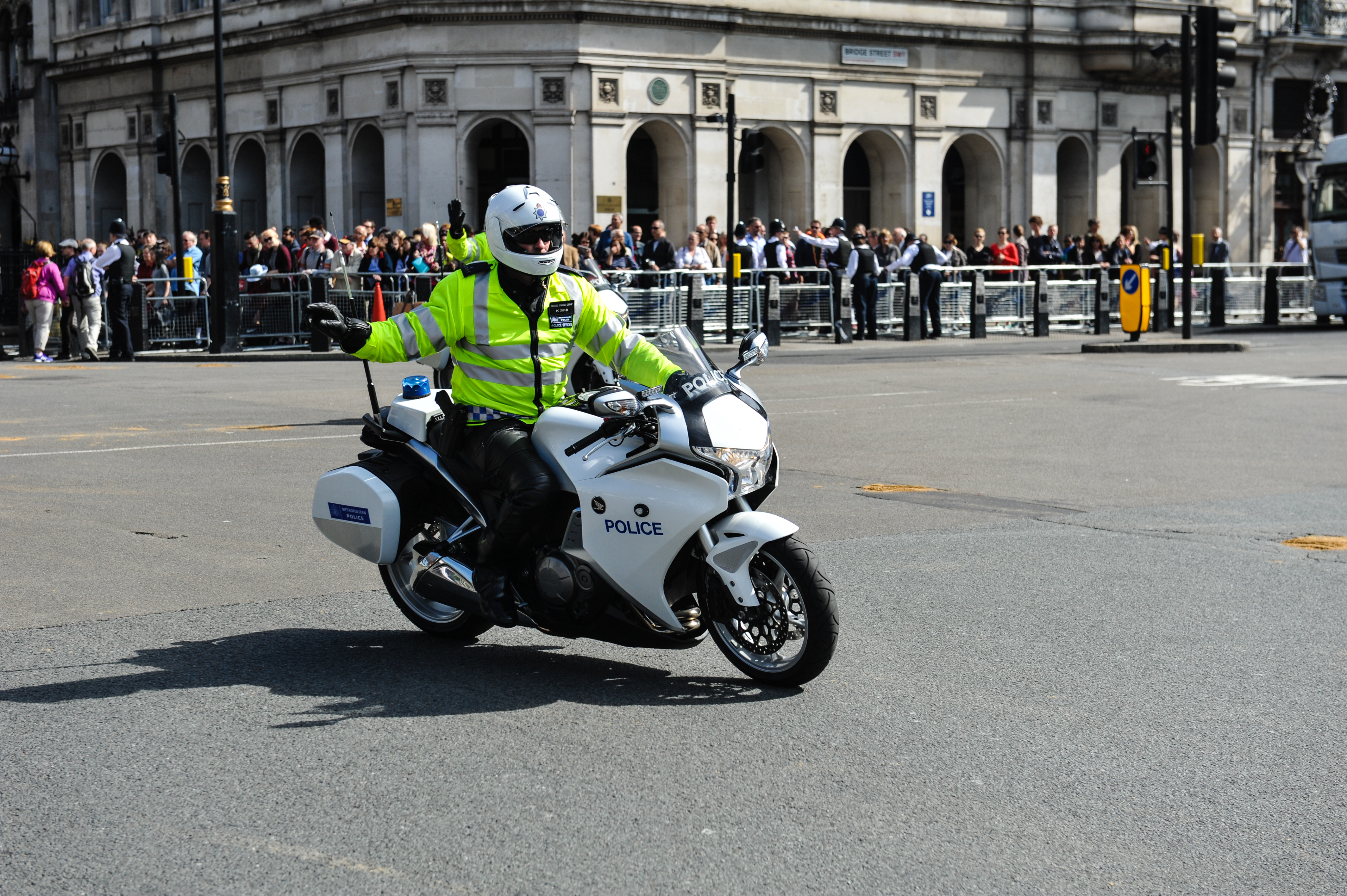
Een SEG-agent op een Honda VFR1200 (2015)

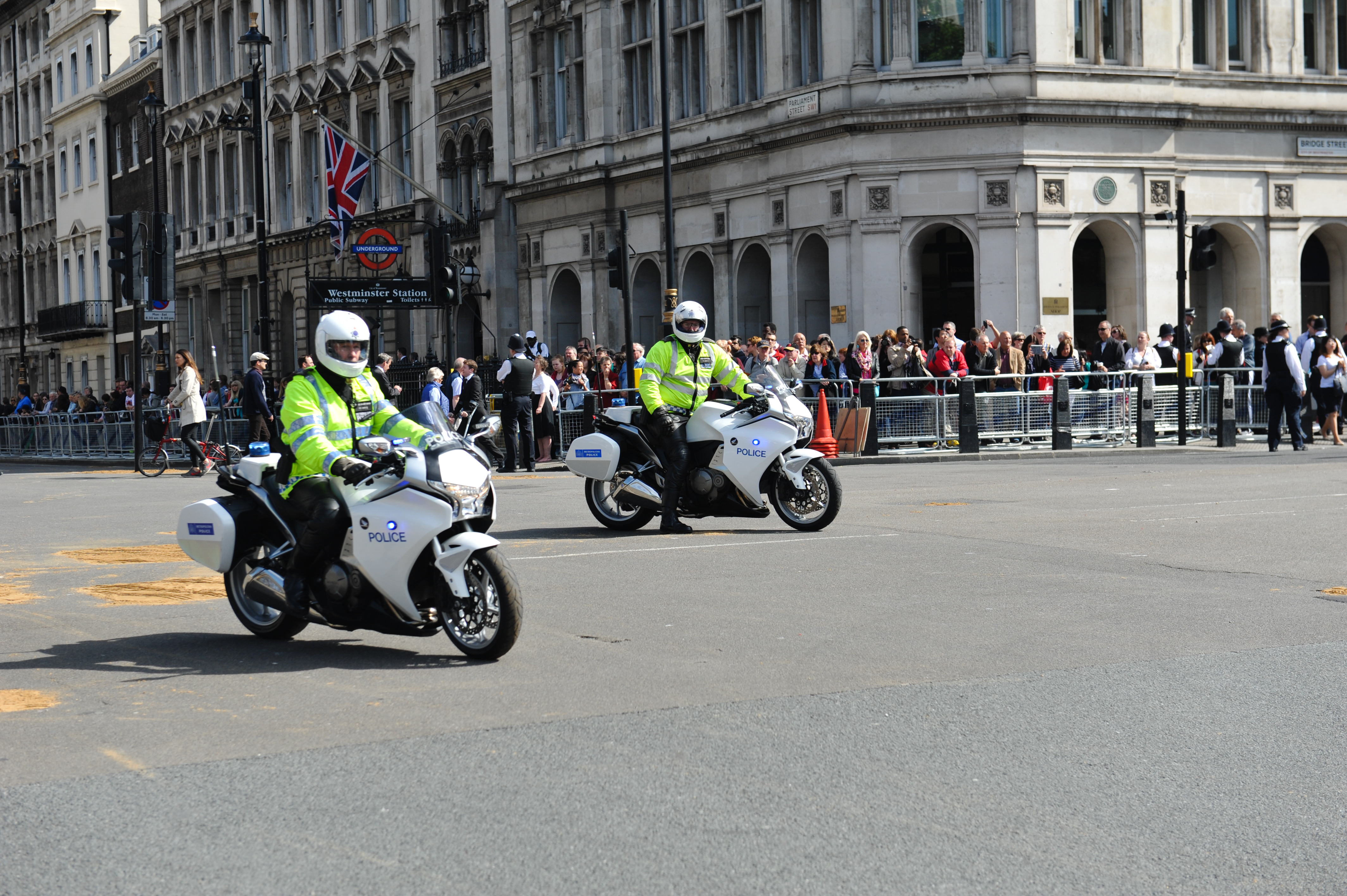
De SEG aan het werk tijdens de ceremoniële opening van het Britse parlement

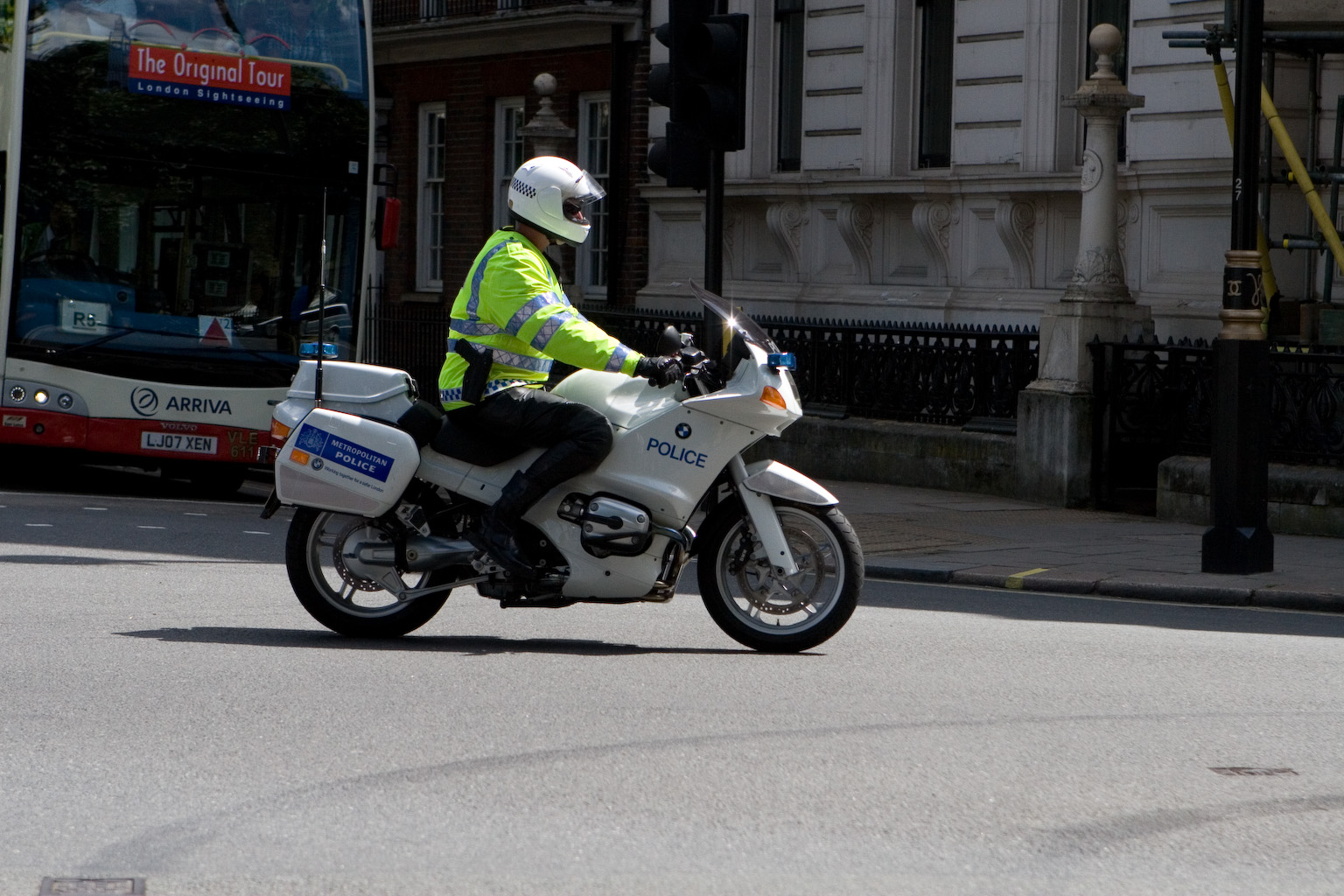
Een SEG-agent op een BMW R1100

De Special Escort Group (SEG) is een afdeling van de Metropolitan Police Service in Londen. De SEG escorteert vips (leden van de koninklijke familie, staatshoofden, etc.), risicogedetineerden en speciale waardetransporten door de stad.

## Geschiedenis
De Special Escort Group ontstond in november 1952 toen Josip Broz Tito, de toenmalige eerste minister van Joegoslavië, op bezoek kwam in het Verenigd Koninkrijk. Er werd beslist dat het bezoek geen echt staatsbezoek zou zijn en dat hij dus niet geëscorteerd zou worden door de cavalerie. Toch was het nodig om hem te beschermen. De Metropolitan Police van Londen kwam met het idee om agenten op motorfietsen te laten rijden met het staatshoofd. Er werden daarvoor betrouwbare agenten geselecteerd die vijf Triumph Speed Twin 5T's kregen.
In 1956 had de SEG vierentwintig leden. De SEG leidde onder meer de begrafenis van Winston Churchill in goede banen. Gezien de omvang van die opdracht, moest de reserve toen aangesproken worden.
In 1963 nam John Baldwin de leiding over de SEG. Hij liet de technieken en het voorkomen ervan door de jaren heen verder evolueren. Hij is een van de langst dienende leidinggevenden.

## Uitrusting en organisatie
De SEG maakt hoofdzakelijk gebruik van motorfietsen. Die hebben blauwe optische signalen, maar zijn niet uitgerust met een sirene. De agenten gebruiken sinds de jaren zeventig het Acme Thunderer fluitje, waardoor ze heel herkenbaar zijn.
Dit zijn de motorfietsen die door de SEG gebruikt zijn of nog gebruikt worden:
| Jaartal | Motorfiets             |
| ------- | ---------------------- |
| 1952    | Triumph Speed Twin 5T  |
| 1959    | Triumph 6T Thunderbird |
| 1967    | Triumph TR6 Trophy     |
| 1980    | BMW R80/7              |
| 1990    | BMW K100               |
| 1997    | BMW R1100 en R1150RS   |
| 2012    | Honda VFR1200          |
| 2018    | BMW R1200RS            |

De nummerplaat van de motorfietsen eindigt met "SEG".
Sinds 1976 draagt de SEG een vuurwapen en worden ook auto's ingezet.
Meestal is de SEG met drie. Er is één zogenaamde easy rider, die net voor de vip rijdt en de weg bepaalt, en twee (of meerdere) working bikes, die voorop rijden om het verkeer attent te maken. Als gedetineerden geëscorteerd worden, is er een minder subtiele aanpak met meer voertuigen en sirenes.